# Alfred Reckmann
Alfred Reckmann (* 13. März 1948 in Hannover) ist ein deutscher Politiker (SPD). Er war von 1986 bis 2003 Abgeordneter im Landtag von Niedersachsen.
Reckmann besuchte die Volksschule in Steinhude und anschließend eine Handelsschule in Stadthagen. Er machte eine Lehre als Industriekaufmann bei der Firma AEG. Nach dieser Lehre ging er zur Bundeswehr und studierte im Anschluss an der Evangelischen Fachhochschule für Sozialwesen m Hannover. Danach absolvierte er ein Diplomstudium der Sonderpädagogik an der Pädagogischen Hochschule Hannover. Von 1978 bis zu seiner Wahl in den Landtag 1986, war er Mitarbeiter im Jugendamt des Landkreises Schaumburg. Reckmann engagierte sich zudem als Personalratsvorsitzender und Vertrauensmann der Gewerkschaft OTV. Der SPD gehört er seit 1968 an. Er war Mitglied des Vorstandes der Niedersächsischen Landesmedienanstalt für privaten Rundfunk und Vorsitzender des Programmausschusses Fernsehen. Reckmann zog bei der Wahl zur achten Legislaturperiode erstmals in den Niedersächsischen Landtag ein, dem er bis zum Ende der vierzehnten Periode 2003 angehörte. Außerdem war Reckmann von 1986 bis 1990 Vorsitzender des Ausschusses für Medienfragen.